# Antonio Rodríguez Romera
Antonio Rodríguez Romera (Cartagena, 1908 - Santiago de Chile, 25 de junio de 1975) fue un importante historiador, investigador y crítico de arte español que desempeñó gran parte de su vida profesional en Chile. Trabajó también como dibujante y caricaturista.

## Biografía
Romera comenzó sus estudios en la Escuela Normal de Albacete, España. Viaja y vive en Francia entre 1932 y 1939, donde trabajó como profesor, en Lyon, y donde publica por primera vez un ensayo sobre pintura: "El Impresionismo Patológico". Producto de la guerra civil española viaja en 1939 como refugiado a Chile llegando a Valparaíso en el barco Formosa.
Al llegar a Chile, acepta trabajo en el diario La Nación de Santiago. Trabajó como crítico de artes aplicadas, cine y teatro. Ocupó varios apodos: "Critilo", "Federico Disralei", "A.A.R". o "Contertulio" y rápidamente mostró la amplitud de sus conocimientos artísticos. Sus estudios y ensayos lo convirtieron en una reconocido crítico y respetado historiador, identificó como sus "maestros" a Charles Baudelaire y José Martí.
Relata el mismo sobre sus análisis: 

“ He tratado de hacer siempre con mi crítica, un juicio referencial. Cada creador posee una imagen personal propia, que está en él y en nadie más de esa manera. El arte constituye, a mi modo de entender, la afirmación de la individualidad en su irrestricto e irrenunciable fenómeno”.

Como crítico de arte realizó ensayos en la Revista Atenea de la Universidad de Concepción, en la revista Pro Arte, en la editorial Zig-Zag, el diario El Sur y el diario El Mercurio donde trabajó por más de 20 años. Sus críticas de arte eran respetadas y, al tiempo que escribía en estas distintas publicaciones, editaba libros. Entre los más de 15 libros que publicó destacan: "La vida y la obra de Alberto Orrego Luco", "Biografía de Camilo Mori(1949) y su más grande logro "Historia de la pintura chilena, testimonio bibliográfico que recopila cerca 100 años de pintura y donde se acuña por primera vez el grupo Grandes maestros de la pintura chilena. El libro también hace un repaso por los principales pintores extranjeros que han pasado por Chile, como Raymond Monvoison, Mauricio Rugendas y Charles Wood Taylor, los pintores románticos, Antonio Smith, José Manuel Ramírez Rosales y Onofre Jarpa, entre varios otros.
También dictó a lo largo de sus vida cursos de Estética en la Universidad de Concepción y la Universidad de Chile y fue seleccionado como representante chileno en la Asociación Internacional de Críticos de Arte.

## Caricaturista
Su labor como caricaturista comenzó en Francia donde fue nombrado miembro de la «Société des Humoristes Francaise». Dio a conocer sus dotes de dibujante en el café Miraflores de Santiago, junto a su amigo el escenógrafo Santiago Ontañón, lugar donde se reunían con los intelectuales de la época llegados de España, entre ellos José Ferrater Mora, Jaime Valle Inclán, Carmelo y Arturo Soria y Margarita Xirgú.
Sus caricaturas de amistades, personalidades chilenas y famosos de la literatura y las artes universales, resultaban sintéticas representaciones tratadas con sensibilidad, talento y humor pero a la vez con gran respeto. Como caricaturista trabajó en la revista Atenea, los diarios Las Últimas Noticias y El Mercurio.

## Publicaciones
- Caricaturas. Ed. Orbe, 1942, Santiago de Chile.
- Pedro Pablo Rubens. Ed. Poseidón, 1944, Buenos Aires.
- Rembrandt. Ed. Poseidón, 1947, Buenos Aires.
- Leonardo da Vinci. Ed. Poseidón, 1947, Buenos Aires.
- Apuntes del Olimpo (Caricaturas). Ed. Nascimiento, 1949.
- Camilo Mori. Ed. del Pacífico, 1949, Santiago de Chile.
- Mario Carreño. Ed. del Pacífico, 1949, Santiago de Chile.
- André Racz. Ed. del Pacífico, 1949, Santiago de Chile.
- Vincent Van Gogh. Ed. Lope de Vega, 1949. Santiago de Chile (Premio Camilo Henríquez).
- Henri Matisse. Ed. Lope de Vega, 1949, Santiago de Chile.
- Alfredo Valenzuela Puelma. Ed. Barcelona, 1949, Santiago de Chile.
- Razón y poesía de la pintura. Ed. Nuevo Extremo, 1950, Santiago de Chile.
- Historia de la Pintura Chilena. 1ª Edición, 1951, Ed. del Pacífico, Premio Extraordinario Atenea, Santiago de Chile.
- Luis Herrera Guevara, pintor cándido. Instituto de Extensión de Artes Plásticas, 1958, Santiago de Chile.
- El grabador Carlos Hermosilla. Instituto de Extensión de Artes Plásticas, 1959, Santiago de Chile.
- Cándido Portinari. Ed. del Centro Brasileiro de Cultura, 1962, Santiago de Chile.
- Chile, Art in Latin America Today. Washington DC, 1963. (monografías de la División de Artes Visuales de la OEA).
- Historia de la Pintura Chilena. 3ª Edición, 1968, Ed. Zig-Zag, Santiago de Chile.
- Asedio a la Pintura Chilena. Ed. Nacimiento, 1969, Santiago de Chile.
- Historia de la Pintura Chilena. 4ª Edición (póstuma), 1976. Editorial Andrés Bello.
- Yo soy tú, Jorge Delano, prólogo de Romera. Ed. Zig-Zag, 1954.
- Homenaje a Doña Anita. Introducción de Romera. Libro de artista, copia única.